# Viivi Lehikoinen
Viivi Lehikoinen (27 de agosto de 1999) es una deportista de Finlandia que compite en atletismo. Ganó una medalla de oro en el Campeonato Europeo de Atletismo por Equipos de 2021, en la prueba de 400 m vallas.